# الخطوط الجوية الجنوبية الرحلة 932
الخطوط الجوية الجنوبية الرحلة 932 طائرة ماكدونل دوغلاس دي سي-9-31 كانت تحمل علي متنها 36 من لاعبي فريق كرة قدم جامعة مارشال قطيع رعد مارشال و9 من أعضاء الفريق الفني للاعبي كرة قدم جامعة مارشال و25 من فريق نادي بوستر الرياضي وراكب عادي بدون شهرة من الجنسية الأمريكية و4 من أفراد الطاقم بعد خسارة ضد فريق كرة قدم قراصنة كارولاينا الشمالية باستاد دودي–فيكيلين بمدينة غرينفيل بولاية كارولاينا الشمالية ونتائج الأهداف 17–14 وأثناء الاقتراب من المطار تم تفعيل نظام تحذير الاقتراب الأرضي بإنهم يقتربون من الأرض ولكن فات الأوان لإنقاذ حياة 75 شخصا وكان الحادث هزت الولايات المتحدة وجامعة مارشال الذي تكريمها عام 1960 من قبل الرئيس الأمريكي جون كينيدي.